# ノーラン・ゴーマン
ノーラン・ブライアン・ゴーマン（Nolan Brian Gorman, 2000年5月10日 - ）は、 アメリカ合衆国アリゾナ州フェニックス出身のプロ野球選手（内野手）。右投左打。MLBのセントルイス・カージナルス所属。

## 経歴
2018年のMLBドラフト1巡目（全体19位）でセントルイス・カージナルスから指名され、プロ入り。なお、契約しない場合はアリゾナ大学へ進学の予定であった。契約後、傘下のアパラチアンリーグのルーキー級ジョンソンシティ・カージナルスでプロデビュー。A級ピオリア・チーフスでもプレーし、2球団合計で63試合に出場して打率.291、17本塁打、44打点、1盗塁を記録した。
2019年はA級ピオリアとA+級パームビーチ・カージナルスでプレーし、2球団合計で125試合に出場して打率.248、15本塁打、62打点、2盗塁を記録した。
2021年はカージナルスに三塁手のノーラン・アレナドが加入したことにより、二塁手として起用された。このシーズンはAA級スプリングフィールド・カージナルスとAAA級メンフィス・レッドバーズでプレーし、2球団合計で119試合に出場し、25本塁打、75打点を記録した。
2022年、開幕時はAAA級メンフィスに配属され、34試合で15本塁打を記録した。5月19日にメジャーに昇格し、翌20日のピッツバーグ・パイレーツ戦で「6番・二塁手」でスタメン出場した。この試合の初打席でザック・トンプソンから右前安打を放った。

## プレースタイル
ジョーイ・ギャロと比較される左の大砲。2020年のスプリングトレーニング時の打撃練習ではメジャーの主力打者が興奮するほどのパワーを見せ、遊撃手の練習もこなすなど運動能力も悪くない。

## 人物
マシュー・リベラトーレとは5歳の頃からの友人であり、2018年のMLBドラフトで共に1巡目指名を受け、プロ入りしない場合はアリゾナ大学で同僚となる予定だった。プロ入り後の2020年には、リベラトーレがゴーマンの在籍するカージナルスへ移籍したことで同僚となった。
2022年5月19日にリベラトーレとゴーマンは共にメジャー初昇格を果たした。同年5月28日のミルウォーキー・ブルワーズ戦では、ゴーマンが初回に先制点となるメジャー初本塁打を放つなど4安打3打点の活躍をみせ、リベラトーレのメジャー初勝利をアシストした。

## 詳細情報

### 年度別打撃成績
| 年 度    | 球 団    | 試 合 | 打 席 | 打 数 | 得 点 | 安 打 | 二 塁 打 | 三 塁 打 | 本 塁 打 | 塁 打 | 打 点 | 盗 塁 | 盗 塁 死 | 犠 打 | 犠 飛 | 四 球 | 敬 遠 | 死 球 | 三 振 | 併 殺 打 | 打 率 | 出 塁 率 | 長 打 率 | O P S |
| -------- | -------- | ----- | ----- | ----- | ----- | ----- | -------- | -------- | -------- | ----- | ----- | ----- | -------- | ----- | ----- | ----- | ----- | ----- | ----- | -------- | ----- | -------- | -------- | ----- |
| 2022     | STL      | 89    | 313   | 283   | 44    | 64    | 13       | 0        | 14       | 119   | 35    | 1     | 0        | 0     | 0     | 28    | 0     | 2     | 103   | 2        | .226  | .300     | .420     | .720  |
| 2023     | STL      | 119   | 464   | 406   | 59    | 96    | 17       | 0        | 27       | 194   | 76    | 7     | 2        | 0     | 2     | 53    | 1     | 3     | 148   | 5        | .236  | .328     | .478     | .806  |
| 2024     | STL      | 107   | 402   | 365   | 42    | 74    | 15       | 0        | 19       | 146   | 50    | 6     | 1        | 0     | 2     | 34    | 1     | 1     | 151   | 2        | .203  | .271     | .400     | .671  |
| MLB：3年 | MLB：3年 | 315   | 1179  | 1054  | 145   | 234   | 45       | 0        | 60       | 459   | 161   | 14    | 3        | 0     | 4     | 115   | 2     | 6     | 402   | 9        | .222  | .301     | .435     | .737  |

- 2024年度シーズン終了時

### 年度別守備成績
内野守備
| 年 度 | 球 団 | 二塁（2B） | 二塁（2B） | 二塁（2B） | 二塁（2B） | 二塁（2B） | 二塁（2B） | 三塁（3B） | 三塁（3B） | 三塁（3B） | 三塁（3B） | 三塁（3B） | 三塁（3B） |
| 年 度 | 球 団 | 試 合      | 刺 殺      | 補 殺      | 失 策      | 併 殺      | 守 備 率   | 試 合      | 刺 殺      | 補 殺      | 失 策      | 併 殺      | 守 備 率   |
| ----- | ----- | ---------- | ---------- | ---------- | ---------- | ---------- | ---------- | ---------- | ---------- | ---------- | ---------- | ---------- | ---------- |
| 2022  | STL   | 68         | 127        | 181        | 8          | 61         | .975       | -          | -          | -          | -          | -          | -          |
| 2023  | STL   | 75         | 109        | 195        | 5          | 50         | .984       | 18         | 2          | 28         | 1          | 5          | .968       |
| 2024  | STL   | 105        | 147        | 243        | 10         | 68         | .975       | 2          | 0          | 0          | 0          | 0          | ----       |
| MLB   | MLB   | 248        | 383        | 619        | 23         | 179        | .978       | 20         | 2          | 28         | 1          | 5          | .968       |

左翼守備
| 年 度 | 球 団 | 左翼（LF） | 左翼（LF） | 左翼（LF） | 左翼（LF） | 左翼（LF） | 左翼（LF） |
| 年 度 | 球 団 | 試 合      | 刺 殺      | 補 殺      | 失 策      | 併 殺      | 守 備 率   |
| ----- | ----- | ---------- | ---------- | ---------- | ---------- | ---------- | ---------- |
| 2022  | STL   | 1          | 0          | 0          | 0          | 0          | ----       |
| MLB   | MLB   | 1          | 0          | 0          | 0          | 0          | ----       |

- 2024年度シーズン終了時
- 各年度の太字はリーグ最高